# Gusztáv Szepesi
Gusztáv Szepesi (Miskolc, 17 luglio 1939 – Tatabánya, 5 giugno 1987) è stato un calciatore ungherese, di ruolo difensore.